# District de Loèche
Le district de Loèche, appelé en allemand Bezirk Leuk et dont Loèche est le chef-lieu, est un des treize districts du canton du Valais en Suisse.

## Liste des communes
Voici la liste des communes composant le district avec, pour chacune, sa population.
| Nom                                          | N° OFS | Population (décembre 2022) |
| -------------------------------------------- | ------ | -------------------------- |
| Agarn (Ayert)                                | 6101   | +000709,                   |
| Albinen (Arbignon)                           | 6102   | +000253,                   |
| Ergisch (Argisse)                            | 6104   | +000179,                   |
| Gampel-Bratsch (Champilz-Prages)             | 6118   | +002 116,                  |
| Guttet-Feschel (Gottet-Veselle)              | 6117   | +000437,                   |
| Inden (Andain)                               | 6109   | +000116,                   |
| Leuk (Loèche)                                | 6110   | +004 134,                  |
| Leukerbad (Loèche-les-Bains)                 | 6111   | +001 295,                  |
| Oberems (Emèse le Haut)                      | 6112   | +000127,                   |
| Salgesch (Salquenen)                         | 6113   | +001 659,                  |
| Turtmann-Unterems (Tourtemagne-Emèse le Bas) | 6119   | +001 160,                  |
| Varen (Varonne)                              | 6116   | +000692,                   |
| Total                                        | Total  | +012 877,                  |

## Langues
Bien que germanophone à 86,9 %, le district a une minorité non négligeable de francophones : 12,3 %.
Il est germanisé aux XVe et XVIe siècles.